# Loxosoma
Loxosoma је род који припада породици Loxosomatidae. Као и сви представници ове фамилије живе у мору, солитарно или епизоично на книдаријама, бриозоама, полихетама и другим животињама. Имају каликс (пехар) и педункулус (дршку) који нису јасно разграничени, већ је прелаз између њих постепен. За представнике овог рода је карактеристично да педункулус нема жлезду, већ се завршава адхезивним диском који је веома изражен.